# Gouex
Gouex é uma comuna francesa na região administrativa da Nova Aquitânia, no departamento de Vienne. Estende-se por uma área de 18,16 km². Em 2010 a comuna tinha 487 habitantes (densidade: 26,8 hab./km²).